# Doftnemesia
Doftnemesia (Nemesia caerulea) är en flenörtsväxtart som beskrevs av William Philip Hiern. Doftnemesia ingår i släktet nemesior, och familjen flenörtsväxter. Inga underarter finns listade i Catalogue of Life.